# Бессильные мира сего
«Бессильные мира сего» (иногда «БесСильные мира сего») — второй и последний роман Бориса Стругацкого, изданный под псевдонимом С. Витицкий. Впервые опубликован в журнале «Полдень, XXI век» (№ 1, 2003) и сразу же вышел отдельным изданием. Включён в 12-й (дополнительный) том полного собрания сочинений А. и Б. Стругацких, изданного в Донецке издательством «Сталкер». Этот же том переиздан в серии «Миры братьев Стругацких». По состоянию на 2009 год роман выдержал десять изданий на русском языке. Переведён на польский (Bezsilni tego swiata, Э. Скорска, 2005), болгарский (Безсилните на този свят, М. Стоев, 2006), немецкий (Die Ohnmächtigen, Э. Симон, 2009) и эстонский (Selle ilma väetid, М. Лииметс, 2006) языки.
По мнению С. Бондаренко, это «самый трудный роман из всего, написанного Стругацкими», порождённый разочарованием от несбывшихся надежд в развитии страны, функционированием литературного семинара Бориса Стругацкого и развития фантастической литературы.

## Основные персонажи
Персонажей романа можно разбить на три группы, в основном соответствующих сюжетным линиям книги.
Первая группа связана с таинственными экспериментами (видимо, по достижению физического бессмертия), проводившимися в сталинскую эпоху:
- Стэн Аркадьевич Агре[2], он же сэнсей, он же «Сынуля». Некогда — пациент секретной лаборатории, испытуемый на бессмертие. Во время действия романа продолжает «жить вечно» (замедленное старение). Обладает способностью видеть в детях зачатки талантов, способностью выявить эти таланты и научить ими пользоваться.
- Колошин, Алексей Матвеевич — он же Алексей Добрый, великий целитель, он же Лёшка-Калошка. Испытуемый секретной лаборатории, где находился вместе с Агре. После экспериментов получил способность исцеления, в том числе безнадёжных больных. Долгожительством не обладает, полупарализован.
- Страхагент, он же Лахезис — главврач лаборатории, где проводились эксперименты над людьми, отец Агре. Во время действия романа — владелец хосписа, где содержится невменяемая супруга Агре. Образ явно отсылает к Агасферу Лукичу из романа «Отягощённые злом, или Сорок лет спустя».

Вторая группа персонажей — люди, выявленные сэнсеем, развитие которых он направлял и контролировал. В основном, поддерживают отношения между собой:
- Христофоров, Вадим Данилович, он же Резалтинг Форс. Главный талант — видеть «волю народа» как составляющую миллионов воль и способность направлять её по своему разумению. Талантом не пользуется. В жизни работает звёздным астрономом.
- Костомаров, Юрий Георгиевич, он же Полиграф. Талант — определять в 100 % случаев ложь, высказанную человеком. Работает в частном сыскном агентстве живым детектором лжи.
- Пачулин, Роберт Валентинович, он же Винчестер, он же Боб, Робби, Робин. Обладает абсолютной памятью, работает личным секретарём сэнсея. В основном исполняет обязанности няньки и кухарки. По-видимому, работает на неназванную спецслужбу, сообщая о жизни и окружении сэнсея.
- Тенгиз, он же Психократ. Способен гипнотически повелевать человеком, чем пользуется в своей деятельности (лечит наркоманов и алкоголиков). Сделался крайним мизантропом. Увлекается филуменией и коллекционирует живопись.
  - Ольга — возлюбленная Тенгиза: единственный человек, на которого его дар не распространяется. Крайне отрицательно относится ко всей компании учеников Агре, они платят ей полной взаимностью.
- Белюнин, Андрей Юрьевич, он же Страхоборец. Обладает способностью инстинктивно выбирать правильную, наиболее целесообразную жизненную ситуацию, в силу чего лишён страха.
- Богдан, он же Благоносец. Способен приводить человека в здоровое состояние души и тела. В жизни талантом практически не пользуется. Главный бухгалтер фирмы по производству леденцов «Матушка Медоуз».
  - Вова — подопечный Богдана, страдающий синдромом Дауна. Абсолютный диагност, работает в паре с Богданом.
- Вул, Матвей Аронович, он же Велмат (Великий Математик). Великий от природы математик, променявший научную карьеру на вечное диссидентство.
- Костя, он же Вельзевул, Повелитель Мух и т. п. Главный талант — умение повелевать любыми животными. Особенное пристрастие питает к насекомым. В жизни — глава фирмы по истреблению бытовых паразитов: от крыс до подвальных комаров.
- Мариша, она же Мать. Единственная девочка, с которой когда-то занимался сэнсей. Во время действия романа — идеальная мать и воспитательница дошкольников.

Эпизодически появляются:
- Злобная девчонка — потенциальный великий диктатор, которую Страхагент пытается сделать ученицей Агре.
- Мальчик, сын Аятоллы — будущий великий учитель. Выявлен сэнсеем.

Прочие персонажи примыкают к этому кругу, но по разным причинам почти или совсем с ними не общаются:
- Татьяна Олеговна, жена Агре, некогда — Прекрасная Дама круга его учеников. Во время действия романа — полностью невменяемая алкоголичка, содержащаяся в хосписе.
- Григорий Петелин, он же Ядозуб, он же «Олгой-хорхой». Способен убивать силой своей ненависти. Живёт, сдавая квартиру неким азиатским сектантам, для души занимается архивной работой.
- Сергей Вагель, он же «Эль-де-през», он же Щербатый. Идеальный телохранитель — чувствует опасность. Личный охранник Аятоллы. Во время действия романа — временный глава службы безопасности Интеллигента — одного из кандидатов на пост губернатора.
- Хусаинов, Хан Автандилович, он же Аятолла. В прошлом — ученик Агре, о чём прочие его клиенты даже не догадываются. Главный талант — способность воздействия на психику человека пост-фактум без видимых следов этого воздействия. Крупный криминальный авторитет, одновременно имеет очень высокий легальный общественный статус.
  - Эраст Бонифатьевич — исполнитель деликатных поручений Аятоллы, воспитатель его сына. Возглавил «наезд» на Резалтинг-Форса, найдя его на Кавказе во время экспедиции.

## Сюжет
Роман имеет линейно-параллельный сюжет, состоящий из трёх основных линий. Композиция романа мозаична, при этом намеренно перемешаны имена и прозвища персонажей. Все события романа укладываются в одну неделю декабря (от второго понедельника до третьего) условного «нашего» времени, и только в первой главе события разворачиваются в сентябре того же года.

### Основные сюжетные линии
Главная (по объёму) сюжетная линия связана со способностью Вадима (Резалтинг Форса) изменять предпочтения народных масс. По просьбе сэнсея Аятолла совершает на него «наезд» во время астроклиматической экспедиции на Кавказе с требованием изменить результаты голосования по будущему губернатору. Под пытками Вадим соглашается и, вернувшись в Санкт-Петербург, рассказывает об этом друзьям, которые начинают действовать: Тенгиз пытается выйти на Аятоллу через его подчинённых, Страхоборец собирает информацию о фобиях Аятоллы, Вельзевул напускает на Аятоллу насекомых и т. п. Сэнсей объявляет, что помогать отказывается. В конце концов Вадиму удаётся переломить ситуацию, и на выборах выбирают не Генерала, а Интеллигента. Однако Интеллигента спонтанно убивает Ядозуб, который хотел выплеснуть ненависть на кого угодно.
Вторая сюжетная линия связана с сэнсеем, которого Страхагент пытается убедить начать работать со Злобной Девчонкой. Страхагент полагает, что только великий диктатор может спасти мир. Сэнсей, напротив, считает, что диктатор способен окончательно погубить всё. Страхагент шантажирует сэнсея здоровьем его жены, обещая в случае согласия вылечить её. Сэнсей возлагает свои надежды на развитого не по годам сына Аятоллы, который способен стать в будущем Великим Учителем. Чтобы хоть что-то противопоставить Страхагенту, сэнсей обращается к великому целителю Алексею Доброму, когда-то они вместе были подопытным материалом в лаборатории. Алексею удаётся поднять жену Агре на ноги, и она тут же умирает. Сэнсей приказывает Винчестеру немедленно записать сына Аятоллы на приём, непрестанно повторяя: «Совершенно нет времени…»
Третья линия — неявная. Она посвящена интересу спецслужб к способностям сэнсея. Агентом является Винчестер — личный секретарь Агре. События предыдущих линий находят отражение в записках, которые ведёт Винчестер для своего начальства. Руководитель спецслужбы упоминается только один раз — о нём напоминает отец одного из детей, приведённых к Агре. Вероятно, службы больше интересуются не Агре, а судьбой переживших эксперимент, но это предоставляется домысливать читателю.

### Структура романа
Роман состоит из одиннадцати глав и шести «лирических отступлений» (после глав 1, 2, 3, 5, 6, 10). Каждая глава имеет два заголовка, первый сообщает о времени происходящего, второй — либо сообщает о главном персонаже главы, либо является названием главы.
Роман изобилует вставками как устного, так и письменного характера. В текст включены: дневник Резалтинг Форса (фактически, это дневник Бориса Стругацкого 1960 г.), записки Винчестера о сэнсее, отрывки из интервью и статей сэнсея, архивные письма, которые разбирает Ядозуб (история Гражданской войны 1917—1922 г. в личных письмах её участников-обывателей), разнообразные устные рассказы, анекдоты, рекламные слоганы.
Роман чрезвычайно насыщен цитатами. По выражению В. Курильского: «В БМС использование чужого доходит буквально до эпатажа, перегруз запределен, вещь, идея просто тонет в этом чужом. А может быть эпатаж — замысел автора? И эти раздражающие рекламные слоганы, бесконечный дзен и мечтающие о смерти самураи и должны раздражать? И это раздражение должно стать некой ступенькой в понимании вещи?»

### Лирические отступления
Как правило, содержат некоторую поясняющую информацию к прошлому или характерам героев главы, после которой даны. Фактически представляют собой самостоятельные завершённые произведения малой формы.
- Лирическое отступление № 1 содержит рассказ об отце напарника Резалтинг Форса по горной экспедиции.
- Лирическое отступление № 2 посвящено встрече отца одного из клиентов Полиграфа со Сталиным.
- Лирическое отступление № 3 раскрывает будни экспериментальной лаборатории в форме беседы Главврача (будущего Страхагента) с неким Большим Начальником, страдающим метеоризмом.
- Лирическое отступление № 4 — рассказ о Злой Девчонке и первом приходе Страхагента.
- Лирическое отступление № 5 — рассказ о кончине отца Ядозуба после того, как он прознал про низкие устремления сына и попытался его проучить. Только отсюда становится понятным, почему Ядозуб одинок и предпочитает вообще не общаться с людьми.
- Лирическое отступление № 6 — записки Винчестера о судьбе жены сэнсея.

## Награды
2004 г.
- Премия «Интерпресскон» в номинации «Крупная форма».
- Премия «Русская фантастика».
- Премия «Сигма-Ф» на Шестом московском форуме фантастики в номинации «Крупная форма, романы»
- Премия «Большая филигрань» «Ярмарки на Тульской».

2009 г.
- Первая премия Балткона-09 за перевод Эрика Симона на немецкий язык (Die Ohnmächtigen)